# بیلی دیویس
بیلی دیویس (انگلیسی: Billie Davis؛ زادهٔ ۲۲ دسامبر ۱۹۴۵) یک موسیقی‌دان است.